# Animal City
Animal City es una canción en inglés escrita por Shakira, incluida en su álbum Oral Fixation Vol. 2. La canción tiene buenas críticas de acuerdo con muchos comentarios del álbum, aunque no fue lanzado como sencillo. All Guide Music y Billboard Magazine señalan a la canción como una que sobresale y que tiene bastante creatividad. [cita requerida]

## Información de la canción
La canción en sí es acerca de la fama, de como a una persona le puede llegar a importar más la fama que la persona que ama. Además, se dice que la misma puede ser engañosa.
Esta canción fue parte de los conciertos del Oral Fixation Tour que Shakira realizó en Croacia,Suiza y Turquía[cita requerida] Pese a los fuertes rumores, nunca fue lanzada como sencillo.
- Datos: Q8199831